# Bệnh lý nội tiết

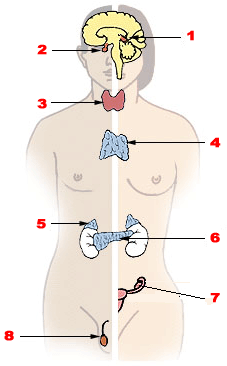
Tuyến nội tiết chính. (Nam giới ở phía bên trái, nữ giới ở phía bên phải.) 1. Tuyến tùng 2. Tuyến yên 3. Tuyến giáp 4. Tuyến ức 5. Tuyến thượng thận 6. Tụy 7. Buồng trứng 8. Tinh hoàn

Bệnh lý nội tiết là những bất thường xảy ra ở các tuyến nội tiết của cơ thể. Thường gặp nhất là ưu năng và thiểu năng các tuyến nội tiết. Ưu năng hình thành khi có sự bài tiết quá mức một loại hormon, còn thiểu năng là khi có sự giảm hoặc không bài tiết nữa.

## Nguyên nhân
Các nguyên nhân gây ưu năng và thiểu năng bao gồm: thần kinh (rối loạn chức năng hạ khâu não), chấn thương (tổn thương tại tuyến hay vùng hạ đồi), viêm nhiễm (hoại tử các tế bào tiết), ngộ độc, đói hoặc thiếu nguyên liệu sản xuất, bệnh di truyền,...

## Cơ chế bệnh sinh
Có 3 cơ chế gây ra một bệnh lý nội tiết, bao gồm:

### Rối loạn trung ương
- Cơ chế điều hòa tiết hormon ở các tuyến nội tiết trong cơ thể chủ yếu theo hai con đường: thần kinh và thể dịch. Đường thể dịch qua trục hạ đồi tuyến yên đến điều hòa tất cả các tuyến phụ thuộc tuyến yên như tuyến sinh dục, thượng thận,... Một sự tổn thương ở vùng hạ đồi hay các trung tâm phía trên trực tiếp chỉ huy vùng này sẽ có ảnh hưởng đến sự bài tiết hormon của tuyến. Và do nhiều tuyến cùng chịu tác động của trung tâm này, nên những rối loạn từ trung ương thường gây ra bệnh lý đa tuyến.
- Muốn xác định được rối loạn bài tiết hormon của một tuyến có phải từ trung ương hay không, ngoài thăm dò chức năng của tuyến đó còn phải thăm dò chức năng tuyến yên.
- Ngoài ra, rối loạn này còn bao gồm cơ chế liên hệ ngược. Chẳng hạn, khi lượng corticoid được sử dụng thường xuyên và kéo dài, sẽ ức chế tuyến yên tiết ACTH, làm teo tuyến thượng thận.

### Rối loạn sản xuất và bài tiết
- Đây là các bệnh lý tại chỗ, xảy ra do teo, hoại tử, u, quá sản,...một tuyến nội tiết, hoặc do ức chế hay kích thích các men tổng hợp của tuyến, đủ hay thiếu các điều kiện để tổng hợp hormon,...Ưu năng khi tuyến bị phì đại, sản xuất dư thừa hormon dù có sự ức chế của tuyến yên. Ngược lại, thiểu năng khi các tế bào tuyến bị teo hay hoại tử, không còn đủ khả năng sản xuất dù tuyến yên các tăng cường kích thích.
- Ngoài ra, rối loạn sản xuất còn do sự sai sót của các enzym trong quá trình tổng hợp hormon, dẫn đến hormon vẫn được hình thành nhưng không có chức năng.
- Sự thay đổi mức độ nhạy cảm của các tuyến nội tiết đối với sự điều hòa của trục hạ đồi-tuyến yên cũng làm thay đổi tốc độ sản xuất và bài tiết. Ví dụ, sự thừa progesterol trong máu sẽ ức chế tính nhạy cảm của các tế bào tiết hormon hướng tuyến sinh dục, làm giảm tiết LH[2]. Ngoài ra, sự thay đổi độ nhạy cảm này còn do tổn thương các thần kinh dinh dưỡng của tuyến, như việc cắt thần kinh giao cảm sẽ làm giảm đáp ứng của tuyến thượng thận đối với kích thích của ACTH.
- Các hormon nằm ngoài trục hạ đồi-tuyến yên sẽ chịu tác động mạnh mẽ của tác nhân thể dịch trong máu. Chẳng hạn, khi lượng glucose tăng cao, tế bào beta đảo tụy sẽ đáp ứng bằng cách tăng tiết insulin.

### Rối loạn vận chuyển, chuyển hóa và tác dụng
- Hormon muốn vận chuyển trong máu phải được gắn kết với protein. Khi số lượng protein giảm sút, lượng hormon không được gắn kết tăng lên - chính nó trở thành các hormon dạng hoạt động, dẫn tới bệnh lý như ưu năng tuyến. Còn khi trong máu có kháng thể kháng hormon, biểu hiện sẽ tương tự như thiểu năng tuyến.
- Các bệnh lý ngoài hệ nội tiết cũng có thể ảnh hưởng đến các hormon thông qua cơ chế tăng hay giảm sản xuất các enzym bắt giữ hormon, dẫn tới thời gian hormon tồn tại trong máu thay đổi theo.
- Các hormon tác động lên tế bào đích theo 3 hướng: thay đổi tính thấm của màng, thay đổi hệ enzym của tế bào và thay đổi hệ thống di truyền. Nhưng trước hết, các hormon phải gắn lên được các thụ thể của tế bào đích. Như vậy, sự khiếm khuyết các thụ thể đối với loại hormon nào đó ở tế bào đích sẽ đưa đến tình trạng tương tự bệnh lý thiểu năng tuyến đó.

## Các phương pháp chẩn đoán bệnh nội tiết
- Thứ tự xác định một bệnh lý nội tiết[3] trước tiên cần dựa vào các dấu hiệu lâm sàng, kế đó xác định xem tình trạng ưu thiểu năng tuyến đó là thật hay giả, cuối cùng xác định xem nguyên nhân gây ra là tại tuyến hay ngoài tuyến.
- Ưu năng giả là khi số lượng hormon của một tuyến tiết ra vẫn bình thường, nhưng cơ thể lại tăng biểu hiện chức năng của hormon đó. Nguyên nhân có thể do tế bào đích tăng độ nhạy cảm, hormon bị hủy chậm do có bệnh lý ở gan, thận hoặc do có quá nhiều hormon ngoại sinh. Thiểu năng giả cũng tương tự. Xét nghiệm lượng hormon của tuyến đó trong máu là chỉ định cần thiết.
- Muốn xác định nguyên nhân của rối loạn nội tiết là do tại tuyến hay ngoài tuyến, ta chỉ cần kết hợp đo nồng độ hormon tuyến đó cùng với nồng độ hormon tuyến yên.